# 内藤就行
内藤 就行（ないとう なるゆき、1967年11月9日 - ）は、奈良県奈良市出身の元サッカー選手、サッカー指導者。JFA公認S級コーチライセンス保持者。
息子の内藤大翔 は奈良県の天理高校の選手として2021年の第93回選抜高等学校野球大会に出場している。

## 来歴
帝塚山FC時代の第3回全日本少年サッカー大会で決勝大会を経験。大淀高校時代に全国選手権に出場。中京大学卒業後、1990年にJSL1部の本田技研に入団。
Jリーグ開幕に伴い1992年に鹿島アントラーズに移籍。フォワード（FW）として加入したが、同時期に鹿島に在籍していたアルシンド、黒崎比差支、長谷川祥之といったFW陣の中でレギュラーを獲得するには至らず、1995年に右サイドバック（SB）へコンバートされレギュラーポジションを掴んだ。1996年には全試合に先発出場し鹿島初となるJリーグ年間優勝を支えた。
1997年、当時日本代表レギュラーSBでもあった名良橋晃の移籍加入によって、SBからボランチへポジションを移したが早々にプレーを身に付け、セカンドステージ及びチャンピオンシップ優勝に貢献。時には最終ラインでストッパーも務めるなど多様なポジションをこなすユーティリティプレイヤー、陰のMVPとして活躍。元々FWだったこともあり、機を見たオーバーラップでチャンスを演出した。
2000年にFC東京に完全移籍。大熊清監督からは攻撃参加のタイミングやクロス精度だけでなく、常に全力プレーを心がけるプロ意識を評価されて信頼を掴み、梅山修から右SBの定位置を奪取。年間を通してレギュラーとして活躍した。開幕から連勝し一時は首位に立つなどした東京旋風を支え、8月19日に行なわれた国立競技場での古巣・鹿島戦では同点に追いつく値千金の移籍後初ゴールを決めるなどチームのJ1定着に足跡を残した。FC東京はこの年J1初参加だったため多くのJ1経験者を補強していたが、その中でレギュラーを確保できたのはGK土肥洋一と内藤だけだった。翌2001年も開幕から右SBとして先発起用されていたが、6月頃から小峯隆幸がSBに配されるようになり、出場機会を減らしていた。
2001年シーズン途中の8月、守備陣の人材不足に陥り成績低迷の最中にあったアビスパ福岡は、J2降格を阻止すべく内藤を完全移籍で獲得。しかし最終節で降格が決定し、2002年は自身初となるJ2でのプレーとなった。若返りを図るクラブ方針により戦力外通告を受けたため、この年限りで福岡を退団。
2003年からは指導者の第一歩として九州リーグ・ヴォルカ鹿児島にて選手兼任でコーチを務めた。同年をもって現役を引退。
2004年にサガン鳥栖のユース監督に就任。2005年からはトップチームのコーチ（サテライトチーム監督兼任）として若手選手の育成を担当。松本育夫・岸野靖之両監督の下3年間鳥栖の躍進を支えた。2008年にはJリーグで監督を務めることができるS級コーチライセンスを取得。
2009年、J1初挑戦となるモンテディオ山形のトップチームコーチに就任した。山形でも若手選手の指導に力を注ぎ、小林伸二監督を補佐。戦力差故の前評判の低さを覆し3年に渡ってJ1に残留、チームを強化した。小林の退任に併せ、山形との契約を満了。
2012年にアルビレックス新潟ユースコーチ、2013年に九州産業大学サッカー部のヘッドコーチを務めた。
2016年、アンジュヴィオレ広島のヘッドコーチに就任。同年4月には監督に昇格した ものの、成績不振により9月に監督を解任された。
2016年9月、香川県立高松商業高校のコーチに就任した。
2017年4月、神戸国際大学サッカー部監督に就任。2018年よりブランデュー弘前FCの監督に就任した。
2020年3月1日、ポルベニル飛鳥の監督に就任した。
2021年、テゲバジャーロ宮崎の監督に就任した。同年12月27日、宮崎の監督を退任して、アカデミー真摯コーディネーターに就任した。
2022年2月25日、前任である村尾龍矢の退任に伴いU-18監督に就任。アカデミーコーディネーターと兼任で務める。
2023年12月15日、2023シーズンをもってU-18監督及びアカデミーコーディネーターを退任することが発表された。

## エピソード
- サーフィン愛好家[1][3]。鹿島在籍時に始め、ロングボードの虜になった。

## 所属クラブ
- 帝塚山FC (帝塚山小学校)[4]
- 帝塚山中学校[4]
- 奈良県立大淀高等学校
- 中京大学
- 1990年 - 1992年  本田技研工業サッカー部
- 1992年 - 1999年  鹿島アントラーズ
- 2000年 - 2001年  FC東京
- 2001年8月 - 2002年  アビスパ福岡
- 2003年  ヴォルカ鹿児島 (コーチ兼任)[7]

## 個人成績
| 国内大会個人成績 | 国内大会個人成績 | 国内大会個人成績 | 国内大会個人成績 | 国内大会個人成績 | 国内大会個人成績 | 国内大会個人成績 | 国内大会個人成績 | 国内大会個人成績 | 国内大会個人成績 | 国内大会個人成績 | 国内大会個人成績 |
| 年度             | クラブ           | 背番号           | リーグ           | リーグ戦         | リーグ戦         | リーグ杯         | リーグ杯         | オープン杯       | オープン杯       | 期間通算         | 期間通算         |
| 年度             | クラブ           | 背番号           | リーグ           | 出場             | 得点             | 出場             | 得点             | 出場             | 得点             | 出場             | 得点             |
| 日本             | 日本             | 日本             | 日本             | リーグ戦         | リーグ戦         | JSL杯/ナビスコ杯 | JSL杯/ナビスコ杯 | 天皇杯           | 天皇杯           | 期間通算         | 期間通算         |
| ---------------- | ---------------- | ---------------- | ---------------- | ---------------- | ---------------- | ---------------- | ---------------- | ---------------- | ---------------- | ---------------- | ---------------- |
| 1990-91          | 本田             | 14               | JSL1部           | 9                | 1                | 3                | 1                |                  |                  |                  |                  |
| 1991-92          | 本田             | 9                | JSL1部           | 21               | 2                | 4                | 0                |                  |                  |                  |                  |
| 1992             | 鹿島             | -                | J                | -                | -                | 6                | 0                | 2                | 1                | 8                | 1                |
| 1993             | 鹿島             | -                | J                | 4                | 0                | 0                | 0                | 0                | 0                | 4                | 0                |
| 1994             | 鹿島             | -                | J                | 15               | 1                | 0                | 0                | 1                | 0                | 16               | 1                |
| 1995             | 鹿島             | -                | J                | 32               | 0                | -                | -                | 4                | 1                | 36               | 1                |
| 1996             | 鹿島             | -                | J                | 30               | 1                | 9                | 0                | 3                | 0                | 42               | 1                |
| 1997             | 鹿島             | 5                | J                | 20               | 0                | 11               | 0                | 1                | 0                | 32               | 0                |
| 1998             | 鹿島             | 5                | J                | 28               | 1                | 5                | 1                | 4                | 0                | 37               | 2                |
| 1999             | 鹿島             | 5                | J1               | 19               | 0                | 3                | 0                | 0                | 0                | 22               | 0                |
| 2000             | FC東京           | 2                | J1               | 27               | 1                | 2                | 0                | 1                | 0                | 30               | 1                |
| 2001             | FC東京           | 2                | J1               | 11               | 0                | 2                | 0                | -                | -                | 13               | 0                |
| 2001             | 福岡             | 38               | J1               | 10               | 0                | -                | -                | 0                | 0                | 10               | 0                |
| 2002             | 福岡             | 5                | J2               | 27               | 1                | -                | -                | 0                | 0                | 27               | 1                |
| 2003             | V鹿児島          | 5                | 九州             |                  |                  | -                | -                | 1                | 0                |                  |                  |
| 通算             | 日本             | 日本             | J1               | 196              | 4                | 38               | 0                | 16               | 2                | 250              | 6                |
| 通算             | 日本             | 日本             | J2               | 27               | 1                | -                | -                | 0                | 0                | 27               | 1                |
| 通算             | 日本             | 日本             | JSL1部           | 30               | 3                | 7                | 1                |                  |                  |                  |                  |
| 通算             | 日本             | 日本             | 九州             |                  |                  | -                | -                |                  |                  |                  |                  |
| 総通算           |                  |                  |                  |                  |                  |                  |                  |                  |                  |                  |                  |

その他の公式戦
- 1990年
  - コニカカップ 1試合0得点
- 1991年
  - コニカカップ 7試合1得点
- 1996年
  - サントリーカップ 2試合0得点
- 1997年
  - XEROX SUPER CUP 1試合0得点
- 1998年
  - Jリーグチャンピオンシップ 2試合0得点
- 1999年
  - XEROX SUPER CUP 1試合0得点

国際大会
- アジアクラブ選手権　7試合0得点
- アジアカップウィナーズ選手権 6試合1得点

## 指導歴
- 2003年 ヴォルカ鹿児島：コーチ (選手兼任)[7]
- 2004年 - 2008年：サガン鳥栖
  - 2004年 U-18監督[7]
  - 2005年 - 2008年 トップチームコーチ 兼 サテライト監督[7]
- 2009年 - 2011年 モンテディオ山形：コーチ
- 2012年 アルビレックス新潟ユース：コーチ
- 2013年 - 九州産業大学：ヘッドコーチ
- 2016年1月 - 4月 アンジュヴィオレ広島：ヘッドコーチ
- 2016年4月 - 9月 アンジュヴィオレ広島：監督
- 2016年9月 - 香川県立高松商業高校サッカー部：コーチ
- 2017年4月 - 12月 神戸国際大学サッカー部：監督
- 2018年 - 2019年 ブランデュー弘前FC：監督
- 2020年 ポルベニル飛鳥：監督
- 2021年 - 2023年 テゲバジャーロ宮崎
  - 2021年 監督
  - 2022年 - 2023年 アカデミー真摯コーディネーター兼U-18監督

## 監督成績
| 年度   | クラブ               | 所属        | リーグ戦 | リーグ戦 | リーグ戦 | リーグ戦 | リーグ戦 | リーグ戦 | カップ戦                              |
| 年度   | クラブ               | 所属        | 順位     | 勝点     | 試合     | 勝       | 分       | 敗       | 備考                                  |
| ------ | -------------------- | ----------- | -------- | -------- | -------- | -------- | -------- | -------- | ------------------------------------- |
| 2016   | アンジュヴィオレ広島 | なでしこ2部 | 10位     | 4        | 8        | 1        | 1        | 6        | 第5節から第12節まで。順位は最終順位。 |
| 2017   | 神戸国際大学         | 関西学生2部 |          |          |          |          |          |          | 前期第4節から。                       |
| 2018   | ブランデュー弘前     | 東北1部     | 優勝     | 52       | 18       | 17       | 1        | 0        |                                       |
| 2019   | ブランデュー弘前     | 東北1部     | 2位      | 43       | 18       | 13       | 4        | 1        |                                       |
| 2020   | ポルベニル飛鳥       | 関西1部     | 7位      | 5        | 7        | 1        | 2        | 4        |                                       |
| 2021   | テゲバジャーロ宮崎   | J3          | 3位      | 53       | 28       | 16       | 5        | 7        |                                       |
| 総通算 | 総通算               | 総通算      | -        | -        | 79       | 48       | 13       | 18       | -                                     |